# Easton (Suffolk)
Easton – wieś w Anglii, w hrabstwie Suffolk. Leży 19 km na północny wschód od miasta Ipswich i 126 km na północny wschód od Londynu.